# Kang Sang-hyun
Det här är en artikel om en person med koreanskt personnamn; Kang är familjenamnet.
Kang Sang-hyun är en sydkoreansk taekwondoutövare.

## Karriär
I maj 2023 tog Kang guld i 87 kg-klassen vid VM i Baku efter att ha besegrat kroatiske Ivan Šapina i finalen. Det var Sydkoreas första VM-guld i mellanvikt på 15 år sedan Oh Seon-taek tog guld vid VM 2005 i Madrid. I oktober 2023 tog han brons i +80 kg-klassen vid Grand Prix i Taiyuan.